# 黃錫凌
黃錫凌（1908年—1959年），專研粵語的語言學家，以《粵音韻彙》一書與其發明的黃錫凌羅馬拼音聞名。

## 生平
就讀於廣州的嶺南大學，畢業後留校任教。1941年出版《粵音韻彙》，1949年到英國倫敦大學亞非學院進修，學習西方的語言學研究方法。1951年到香港，在香港大學出任當時新成立的語言學校首任校長，教授粵語，直至去世，曾為該校撰寫兩部教科書：Cantonese Conversation Grammar 和 Intermediate Cantonese Conversation，分別在1963、1967年由香港政府印務局出版。

## 外部連結
- 《粵音韻彙》電子版 （页面存档备份，存于）：香港中文大學提供